# Myagrus alboplagiatus
Myagrus alboplagiatus là một loài bọ cánh cứng trong họ Cerambycidae.